# Џексонвил (Тексас)
Џексонвил (енгл. Jacksonville) град је у америчкој савезној држави Тексас. По попису становништва из 2010. у њему је живело 14.544 становника.

## Демографија
Према попису становништва из 2010. у граду је живело 14.544 становника, што је 676 (4,9%) становника више него 2000. године.
| Група             | 2000.         | 2010.         |
| Белци             | 7.424 (53,5%) | 6.030 (41,5%) |
| Афроамериканци    | 3.009 (21,7%) | 3.251 (22,4%) |
| Азијати           | 94 (0,7%)     | 124 (0,9%)    |
| Хиспаноамериканци | 3.195 (23,0%) | 4.986 (34,3%) |
| Укупно            | 13.868        | 14.544        |